# Tiroler Straße
De Tiroler Straße (B 171) is een Oostenrijkse weg die over een lengte van ruim 160 kilometer Tirol doorkruist. De weg loopt daarbij door de districten Kufstein, Schwaz, Innsbruck Land, Innsbruck, Imst en Landeck. De weg volgt daarbij het Inndal en loopt parallel aan de Inntal Autobahn.
In de deelstaatswet van 8 februari 2006 is het wegverloop van de Tiroler Straße officieel beschreven als Staatsgrenze bei Kufstein – Wörgl – Rattenberg – Schwaz – Hall in Tirol – Innsbruck – Telfs – Landeck – Flirsch/Pardöll (L 68 Stanzertalstraße). Hierbij wordt dan ook de Arlberg Ersatzstraße (B316) tot de Tiroler Straße gerekend.

## Geschiedenis
De Arlberger Straße van Innsbruck naar de Arlberg, de Salzburger Straße van Innsbruck naar Lofer en de Kufsteiner Straße van Wörgl naar Kiefersfelden behoren tot de voormalige Bundesstraßen, de Oostenrijkse rijkswegen die werden omschreven in de rijkswet van 8 juli 1921. Tot 1938 werd de weg tussen Bregenz en Wenen als B 1 aangeduid, na de Anschluss werd de weg tot 1945 onderdeel van de Rijksweg 31. De Kufsteiner Straße was tot de Anschluss B 65, daarna was de weg onderdeel van de Rijksweg 15.

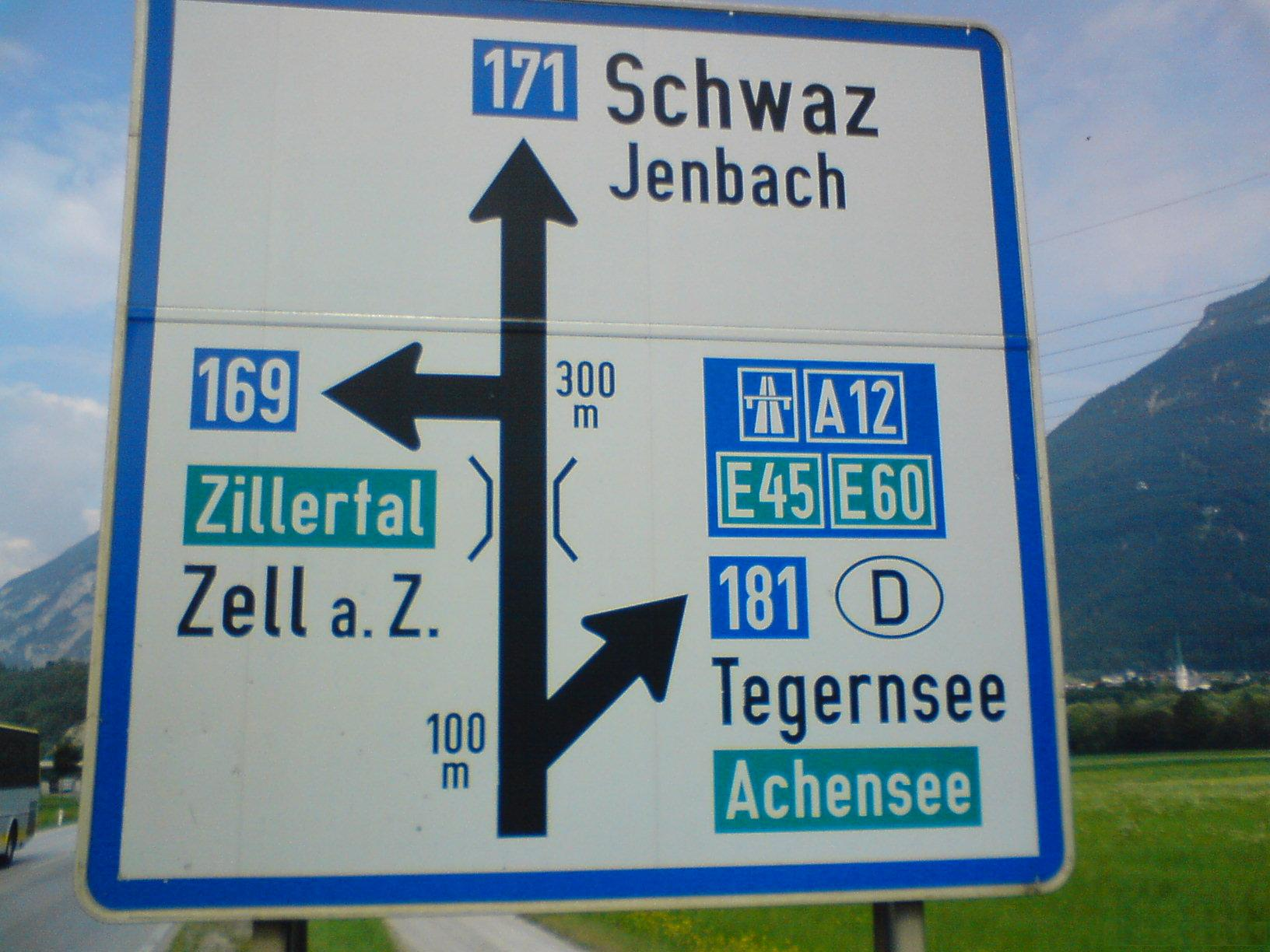
Voorwegwijzer langs de B171 nabij Strass im Zillertal

B1 · 
B2 · 
B3 · 
B4 · 
B5 · 
B6 · 
B7 · 
B8 · 
B9 · 
B10 · 
B11 · 
B12 · 
B13 · 
B14 · 
B15 · 
B16 · 
B17 · 
B18 · 
B19 · 
B20 ·  
B21 · 
B22 · 
B23 · 
B24 · 
B25 · 
B26 · 
B27 · 
B28 · 
B29 · 
B30 · 
B31 · 
B32 · 
B33 · 
B34 · 
B35 · 
B36 · 
B37 · 
B38 · 
B39 · 
B40 · 
B41 · 
B42 · 
B43 · 
B44 · 
B45 · 
B46 · 
B47 · 
B48 · 
B49 · 
B50 · 
B51 · 
B52 · 
B53 · 
B54 · 
B55 · 
B56 · 
B57 · 
B58 · 
B59 · 
B60 · 
B61 · 
B62 · 
B63 · 
B64 · 
B65 · 
B66 · 
B67 · 
B68 · 
B69 · 
B70 · 
B71 · 
B72 · 
B73 · 
B74 · 
B75 · 
B76 · 
B77 · 
B78 · 
B79 · 
B80 · 
B81 · 
B82 · 
B83 · 
B84 · 
B85 · 
B86 · 
B87 · 
B88 · 
B89 · 
B90 · 
B91 · 
B92 · 
B93 · 
B94 · 
B95 · 
B96 · 
B97 · 
B98 · 
B99 · 
B100 · 
B105 · 
B106 · 
B107 · 
B108 · 
B109 · 
B110 · 
B111 · 
B113 · 
B114 · 
B115 · 
B116 · 
B117 · 
B119 · 
B120 · 
B121 · 
B122 · 
B123 · 
B124 · 
B125 · 
B126 · 
B127 · 
B129 · 
B130 · 
B131 · 
B132 · 
B133 · 
B134 · 
B135 · 
B136 · 
B137 · 
B138 · 
B139 · 
B140 · 
B141 · 
B142 · 
B143 · 
B144 · 
B145 · 
B146 · 
B147 · 
B148 · 
B149 · 
B150 · 
B151 · 
B152 · 
B153 · 
B154 · 
B155 · 
B156 · 
B158 · 
B159 · 
B160 · 
B161 · 
B162 · 
B163 · 
B164 · 
B165 · 
B166 · 
B167 · 
B168 · 
B169 · 
B170 · 
B171 · 
B172 · 
B173 · 
B174 · 
B175 · 
B176 · 
B177 · 
B178 · 
B179 · 
B180 · 
B181 · 
B182 · 
B183 · 
B184 · 
B185 · 
B186 · 
B187 · 
B188 · 
B189 · 
B190 · 
B191 · 
B192 · 
B193 · 
B197 · 
B198 · 
B199 · 
B200 · 
B201 · 
B202 · 
B203 · 
B204 · 
B205 · 
B209 · 
B210 · 
B211 · 
B212 · 
B213 · 
B214 · 
B215 · 
B216 · 
B217 · 
B218 · 
B219 · 
B220 · 
B221 · 
B222 · 
B223 · 
B224 · 
B225 · 
B226 · 
B227 · 
B228 · 
B229 · 
B230 · 
B303 · 
B305 · 
B309 · 
B310 · 
B311 · 
B316 · 
B317 · 
B319 · 
B320